# Stade de Diaraf
Le Stade de Diaraf est un stade de football sénégalais situé dans la ville de Dakar, la capitale du pays. Le stade, doté d'une capacité de 2 500 places, est l'enceinte à domicile du club de football de l'ASC Jaraaf.